# 2016年リオデジャネイロオリンピックのアメリカ合衆国選手団
2016年リオデジャネイロオリンピックのアメリカ合衆国選手団（2016ねんリオデジャネイロオリンピックのアメリカがっしゅうこくせんしゅだん）は、2016年8月5日から8月21日にかけてブラジルのリオデジャネイロで開催された2016年リオデジャネイロオリンピックのアメリカ合衆国選手団、およびその競技結果。

## 概要
今大会は、金メダル46個、銀メダル37個、銅メダル38個の合計121個のメダルを獲得した。

## メダル
| メダル | 選手名 | 競技                 | 種目                      |
| ------ | --- | -------------------- | ------------------------- |
| 金     | マシュー・セントロウィッツ・ジュニア | 陸上                 | 男子1500m                 |
| 金     | カーロン・クレメント | 陸上                 | 男子400mハードル          |
| 金     | アーマン・ホール トニー・マッケイ ギル・ロバーツ ラショーン・メリット | 陸上                 | 男子4×400mリレー          |
| 金     | ジェフ・ヘンダーソン | 陸上                 | 男子走幅跳                |
| 金     | クリスチャン・テイラー | 陸上                 | 男子三段跳                |
| 金     | ライアン・クラウザー | 陸上                 | 男子砲丸投                |
| 金     | アシュトン・イートン | 陸上                 | 男子十種競技              |
| 金     | ブリアナ・ローリンズ | 陸上                 | 女子100mハードル          |
| 金     | ダリラ・ムハンマド | 陸上                 | 女子400mハードル          |
| 金     | ティアナ・バルトレッタ アリソン・フェリックス イングリッシュ・ガードナー フレントリシュ・ボウイ | 陸上                 | 女子4×100mリレー          |
| 金     | アリソン・フェリックス フィリス・フランシス ナターシャ・ヘイスティングス コートニー・オコロ | 陸上                 | 女子4×400mリレー          |
| 金     | ティアナ・バルトレッタ | 陸上                 | 女子走幅跳                |
| 金     | ミシェル・カーター | 陸上                 | 女子砲丸投                |
| 金     | アンソニー・アービン | 競泳                 | 男子50m自由形             |
| 金     | ライアン・マーフィー | 競泳                 | 男子100m背泳ぎ            |
| 金     | ライアン・マーフィー | 競泳                 | 男子200m背泳ぎ            |
| 金     | マイケル・フェルプス | 競泳                 | 男子200mバタフライ        |
| 金     | マイケル・フェルプス | 競泳                 | 男子200m個人メドレー      |
| 金     | ケーレブ・ドレッセル マイケル・フェルプス ライアン・ヘルド ネイサン・エイドリアン | 競泳                 | 男子4×100mリレー          |
| 金     | コナー・ドワイヤー タウンリー・ハース ライアン・ロクテ マイケル・フェルプス | 競泳                 | 男子4×200mリレー          |
| 金     | ライアン・マーフィー コーディー・ミラー マイケル・フェルプス ネイサン・エイドリアン | 競泳                 | 男子4×100mメドレーリレー  |
| 金     | シモーネ・マニュエル | 競泳                 | 女子100m自由形            |
| 金     | ケイティ・レデッキー | 競泳                 | 女子200m自由形            |
| 金     | ケイティ・レデッキー | 競泳                 | 女子400m自由形            |
| 金     | ケイティ・レデッキー | 競泳                 | 女子800m自由形            |
| 金     | マヤ・ディラード | 競泳                 | 女子200m背泳ぎ            |
| 金     | リリー・キング | 競泳                 | 女子100m平泳ぎ            |
| 金     | アリソン・シュミット リア・スミス マヤ・ディラード ケイティ・レデッキー | 競泳                 | 女子4×200mリレー          |
| 金     | キャスリーン・ベイカー リリー・キング ダナ・ボルマー シモーネ・マニュエル | 競泳                 | 女子4×100mメドレーリレー  |
| 金     | サミ・ヒル マデリーン・ミュッセルマン メリッサ・セイドマン レイチェル・ファタル アリア・フィッシャー マギー・ステフェンス コートニー・マシューソン カイリー・ニューシュル キャロライン・クラーク ケイリー・ギルクリスト マッケンジー・フィッシャー カミ・クレイグ アシュリー・ジョンソン | 水球                 | 女子                      |
| 金     | ベサニー・マテック＝サンズ ジャック・ソック | テニス               | 混合ダブルス              |
| 金     | エミリー・リーガン ケリー・シモンズ アマンダ・ポルク ローレン・シュメッターリング テッサ・ゴボ メーガン・マスニッキー エレノア・ローガン アマンダ・エルモア ケイトリン・ガリージェン | ボート               | 女子エイト                |
| 金     | クラレッサ・シールズ | ボクシング           | 女子ミドル級              |
| 金     | シモーネ・バイルズ ガブリエル・ダグラス ローレン・ヘルナンデス マディソン・コシアン アレクサンドラ・レイズマン | 体操                 | 女子団体総合              |
| 金     | シモーネ・バイルズ | 体操                 | 女子個人総合              |
| 金     | シモーネ・バイルズ | 体操                 | 女子跳馬                  |
| 金     | シモーネ・バイルズ | 体操                 | 女子ゆか                  |
| 金     | ジミー・バトラー ケビン・デュラント デアンドレ・ジョーダン カイル・ロウリー ハリソン・バーンズ デマー・デローザン カイリー・アービング クレイ・トンプソン デマーカス・カズンズ ポール・ジョージ ドレイモンド・グリーン カーメロ・アンソニー                                              | バスケットボール     | 男子                      |
| 金     | リンジー・ウェイレン サイモン・オーガスタス スー・バード マヤ・ムーア エンジェル・マコートリー ブレアナ・ステュアート タミカ・キャッチングズ エレーナ・デレ・ダン ダイアナ・トーラジ シルビア・ファウルス ティナ・チャールズ ブリトニー・グライナー                                      | バスケットボール     | 女子                      |
| 金     | カイル・スナイダー | レスリング           | 男子フリースタイル97kg級  |
| 金     | ヘレン・マルーリス | レスリング           | 女子フリースタイル 53kg級 |
| 金     | クリスティン・アームストロング | 自転車               | 女子個人タイムトライアル  |
| 金     | コナー・フィールズ | 自転車               | 男子BMX                   |
| 金     | ケイラ・ハリソン | 柔道                 | 女子78kg級                |
| 金     | バージニア・スラッシャー | 射撃                 | 女子10mエアライフル       |
| 金     | グウェン・ジョーゲンセン | トライアスロン       | 女子                      |
| 銀     | ジャスティン・ガトリン | 陸上                 | 男子100m                  |
| 銀     | ポール・キプケモイ・チェリモ | 陸上                 | 男子5000m                 |
| 銀     | エヴァン・ジャガー | 陸上                 | 男子3000m障害             |
| 銀     | ウィル・クレイ | 陸上                 | 男子三段跳                |
| 銀     | ジョー・コヴァチ | 陸上                 | 男子砲丸投                |
| 銀     | トリ・ボウイ | 陸上                 | 女子100m                  |
| 銀     | アリソン・フェリックス | 陸上                 | 女子400m                  |
| 銀     | ニア・アリ | 陸上                 | 女子100mハードル          |
| 銀     | サンディ・モリス | 陸上                 | 女子棒高跳                |
| 銀     | ブリトニー・リース | 陸上                 | 女子走幅跳                |
| 銀     | コナー・イエーガー | 競泳                 | 男子1500m自由形           |
| 銀     | ジョシュ・プレノー | 競泳                 | 男子200m平泳ぎ            |
| 銀     | マイケル・フェルプス | 競泳                 | 男子100mバタフライ        |
| 銀     | チェイス・カリッシュ | 競泳                 | 男子400m個人メドレー      |
| 銀     | シモーネ・マニュエル | 競泳                 | 女子50m自由形             |
| 銀     | キャスリーン・ベイカー | 競泳                 | 女子100m背泳ぎ            |
| 銀     | マヤ・ディラード | 競泳                 | 女子400m個人メドレー      |
| 銀     | シモーネ・マニュエル アビー・ワイツェル ダナ・ボルマー ケイティ・レデッキー | 競泳                 | 女子4×100mリレー          |
| 銀     | サム・ドーマン マイケル・ヒクソン | 飛込                 | 男子3mシンクロ板飛込      |
| 銀     | デービッド・ボウディア スティール・ジョンソン | 飛込                 | 男子10mシンクロ高飛込     |
| 銀     | ビーナス・ウィリアムズ ラジーブ・ラム | テニス               | 混合ダブルス              |
| 銀     | ジェネヴラ・ストーン | ボート               | 女子シングルスカル        |
| 銀     | シャクール・スティーブンソン | ボクシング           | 男子バンタム級            |
| 銀     | ダネル・レイヴァ | 体操                 | 男子平行棒                |
| 銀     | ダネル・レイヴァ | 体操                 | 男子鉄棒                  |
| 銀     | アレクサンドラ・レイズマン | 体操                 | 女子個人総合              |
| 銀     | マディソン・コシアン | 体操                 | 女子段違い平行棒          |
| 銀     | ローレン・ヘルナンデス | 体操                 | 女子平均台                |
| 銀     | アレクサンドラ・レイズマン | 体操                 | 女子ゆか                  |
| 銀     | サラ・ハマー ケリー・カトリン クロエ・ダイガート ジェニファー・ヴァレンテ | 自転車               | 女子団体追抜              |
| 銀     | サラ・ハマー | 自転車               | 女子オムニアム            |
| 銀     | アリーズ・ポスト | 自転車               | 女子BMX                   |
| 銀     | ケント・ファーリントン ルーシー・デイビス マクレイン・ワード ビージー・マッデン | 馬術                 | 障害飛越団体              |
| 銀     | アレクサンダー・マッシャラス | フェンシング         | 男子フルーレ個人          |
| 銀     | ダリル・ホーマー | フェンシング         | 男子サーブル個人          |
| 銀     | トラヴィス・スティーブンス | 柔道                 | 男子81kg級                |
| 銀     | ブレイディ・エリソン ザック・ガレット ジェーク・カミンスキー | アーチェリー         | 男子団体                  |
| 銅     | ラショーン・メリット | 陸上                 | 男子400m                  |
| 銅     | クレイトン・マーフィー | 陸上                 | 男子800m                  |
| 銅     | ゲーレン・ラップ | 陸上                 | 男子マラソン              |
| 銅     | サム・ケンドリックス | 陸上                 | 男子棒高跳                |
| 銅     | トリ・ボウイ | 陸上                 | 女子200m                  |
| 銅     | ジェニファー・シンプソン | 陸上                 | 女子1500m                 |
| 銅     | クリスティ・キャスリン | 陸上                 | 女子100mハードル          |
| 銅     | アシュレイ・スペンサー | 陸上                 | 女子400mハードル          |
| 銅     | エマ・コバーン | 陸上                 | 女子3000m障害             |
| 銅     | ネイサン・エイドリアン | 競泳                 | 男子50m自由形             |
| 銅     | ネイサン・エイドリアン | 競泳                 | 男子100m自由形            |
| 銅     | コナー・ドワイヤー | 競泳                 | 男子200m自由形            |
| 銅     | デイビット・プラマー | 競泳                 | 男子100m背泳ぎ            |
| 銅     | コーディー・ミラー | 競泳                 | 男子100m平泳ぎ            |
| 銅     | リア・スミス | 競泳                 | 女子400m自由形            |
| 銅     | ケイティ・マイリ | 競泳                 | 女子100m平泳ぎ            |
| 銅     | ダナ・ボルマー | 競泳                 | 女子100mバタフライ        |
| 銅     | マヤ・ディラード | 競泳                 | 女子200m個人メドレー      |
| 銅     | デービッド・ボウディア | 飛込                 | 男子10m高飛込             |
| 銅     | スティーブ・ジョンソン ジャック・ソック | テニス               | 男子ダブルス              |
| 銅     | ニコ・ヘルナンデス | ボクシング           | 男子ライトフライ級        |
| 銅     | マット・アンダーソン マイカ・クリステンソン マックスウェル・ホルト トーマス・ジェスキー デビッド・リー ウィリアム・プリディ アーロン・ラッセル テイラー・サンダー エリック・ショージ カウィカ・ショージ デイビッド・スミス マーフィー・トロイ                                            | バレーボール         | 男子                      |
| 銅     | アリーシャ・グラス ケイラ・バンワース コートニー・トンプソン レイチェル・アダムズ カーリー・ロイド ジョーダン・ラーソン ケリー・マーフィー クリスタ・ハーモット キンバリー・ヒル フォルケ・アキンラデウォ ケルシー・ロビンソン カースタ・ロウ                                            | バレーボール         | 女子                      |
| 銅     | ケリー・ウォルシュ・ジェニングス エイプリル・ロス | バレーボール         | 女子ビーチバレー          |
| 銅     | アレクサンダー・ナドア | 体操                 | 男子あん馬                |
| 銅     | シモーネ・バイルズ | 体操                 | 女子平均台                |
| 銅     | ジェイデン・コックス | レスリング           | 男子フリースタイル86kg級  |
| 銅     | ケイレブ・ペイン | セーリング           | 男子フィン級              |
| 銅     | サラー・ロブルス | ウエイトリフティング | 女子75kg超級              |
| 銅     | アリソン・ブロック ケイシー・ペリー＝グラス ステファン・ピーターズ ローラ・グレイヴス | 馬術                 | 馬場馬術団体              |
| 銅     | フィリップ・ダットン | 馬術                 | 総合馬術個人              |
| 銅     | マイルズ・チャムリー＝ワトソン レース・インボデン アレクサンダー・マッシャラス ゲレク・メインハート | フェンシング         | 男子フルーレ団体          |
| 銅     | モニカ・アクサミット イブティハジ・ムハンマド ダグマラ・ウォズニアック マリエル・ザグニス | フェンシング         | 女子サーブル団体          |
| 銅     | キム・ロード | 射撃                 | 女子スキート              |
| 銅     | コーリー・コグデル | 射撃                 | 女子トラップ              |
| 銅     | ブレイディ・エリソン | アーチェリー         | 男子個人                  |
| 銅     | マット・クーチャー | ゴルフ               | 男子                      |
| 銅     | ジャッキー・ギャロウェイ | テコンドー           | 女子67kg超級              |